# 呆韓論
『呆韓論』（ぼうかんろん）とは2013年（平成25年）12月5日に発売された書籍。

## 概要
著者は室谷克実で産経新聞出版から出版された。室谷が『夕刊フジ』の公式ウェブサイトZAKZAKで毎週木曜日に連載しているコラム「新・悪韓論」などの内容に大幅に加筆してまとめた書籍である。
2014年（平成26年）3月31日時点で27万部以上を販売、トーハンの2014年年間ベストセラーの新書ノンフィクション部門で1位を獲得した。
産経新聞は、2014年（平成26年）3月16日付の紙面に「朝日新聞購読の読者はこう考える!」と題する読者評を全段広告で掲載した。読者評は産経新聞出版書籍編集部のFacebookにも画像版とテキスト版が掲載された。テキスト版の書評には読者からの様々な感想が寄せられている。

## 書誌情報
- 室谷克実『呆韓論』産経新聞出版〈産経セレクト S-001〉、2013年12月5日。ISBN 978-4-8191-1235-2。

## 関連文献
- 瀬尾友子「「呆韓論」に朝日が目くじら」『WiLL』(通巻112号) 2014年4月号、ワック、2014年2月26日、88-95頁。
  - 瀬尾友子 (2014年3月14日). “『呆韓論』20万部に朝日が目くじら”. Yahoo!ニュース (Yahoo! JAPAN).  オリジナルの2014年3月15日時点におけるアーカイブ。 2014年5月8日閲覧。
- 古谷経衡「「嫌韓」「悪韓」「呆韓」…… で、ついに「無韓」心」『WiLL』(通巻111号) 2014年3月号、ワック、2014年1月25日、185-193頁。
  - 古谷経衡 (2014年2月28日). “「嫌韓」「呆韓」「憎韓」・・・で、ついに「無韓」心【古谷経衡】”. Yahoo!ニュース (Yahoo! JAPAN).  オリジナルの2014年3月6日時点におけるアーカイブ。 2014年5月12日閲覧。
- 室谷克実『悪韓論』新潮社〈新潮新書 516〉、2013年4月17日。ISBN 978-4-10-610516-6。
- 室谷克実「BOOKS&MAGAZINES 「嫌韓」「悪韓」、そして「呆韓」へ 誰も信じなかった真の韓国 著者インタビュー 室谷克実『呆韓論』」『WiLL』(通巻110号) 2014年2月号、ワック、2013年12月20日、142-149頁。
- 室谷克実「この人に聞く 『悪韓論』『呆韓論』を書いたわけ 反日教育だけの世代が社会を握る 中国との連携に走る韓国 基本的には相手にしないのが一番」『ニューリーダー』第27巻(第5号) (通号 319) 2014年5月号、はあと出版株式会社、2014年5月、26-29頁。